# Cratere Katoomba
Katoomba  è un cratere sulla superficie di Marte.